# Verzweigung Altdorf
De Verzweigung Altdorf is een knooppunt in Zwitserland. Op dit knooppunt bij Altdorf sluit de A4 aan op de A2.

## Configuratie
Het knooppunt is een mixvormknooppunt.